# 크미치스
《크미치스》(폴란드어: Potop, 영어: The Deluge)는 폴란드에서 제작된 제지 호프먼 감독의 1974년 모험, 전쟁 영화이다. 헨리크 시엔키에비치의 동명의 소설을 바탕으로 제작되었다. 다니엘 올브리츠키 등이 주연으로 출연하였다.

## 출연

### 주연
- 다니엘 올브리츠키 - 크미치스
- 말고자타 브로넥 - 올렝카

### 조연
- 타데우즈 롬니키 - 볼로디요프스키
- 리스자드 필립스키 - 사누카
- 프란시스제크 피에츠카 - 칸니츠

## 한국판 성우진(MBC)
- 양지운 - 크미치스(다니엘 올브리츠키)
- 박소현 - 올렝카(말고자타 브로넥)
- 윤지하 - 폴란드 왕(피오트르 파블로브스키)
- 김기현 - 사누카(리스자드 필립스키)
- 홍승옥 - 올렝카의 숙모(에슬라바 마주르키에비치)
- 전국근 - 코코신스키(스타니스와프 미찰스키)
- 김용식 - 볼로디요프스키(타데우즈 롬니키)
- 이도련 - 칸니츠(프란시스제크 피에츠카)
- 김명수 - 브라운(예지 페도로비치)
- 탁재인 - 볼로디요프스키의 동료(카지미에시 비흐니아시)
- 이인성 - 야누스 라지윌(레스젝 텔레스진스키)
- 최상기 - 칸니츠의 아들(바클라브 야니츠키)
- 권혁수 - 병사(지그문트 케스토비츠)
- 이종오 - 헤트만 백작(브와디스와프 한차)

## 같이 보기
- 상영 시간순 영화 목록